# Cupping

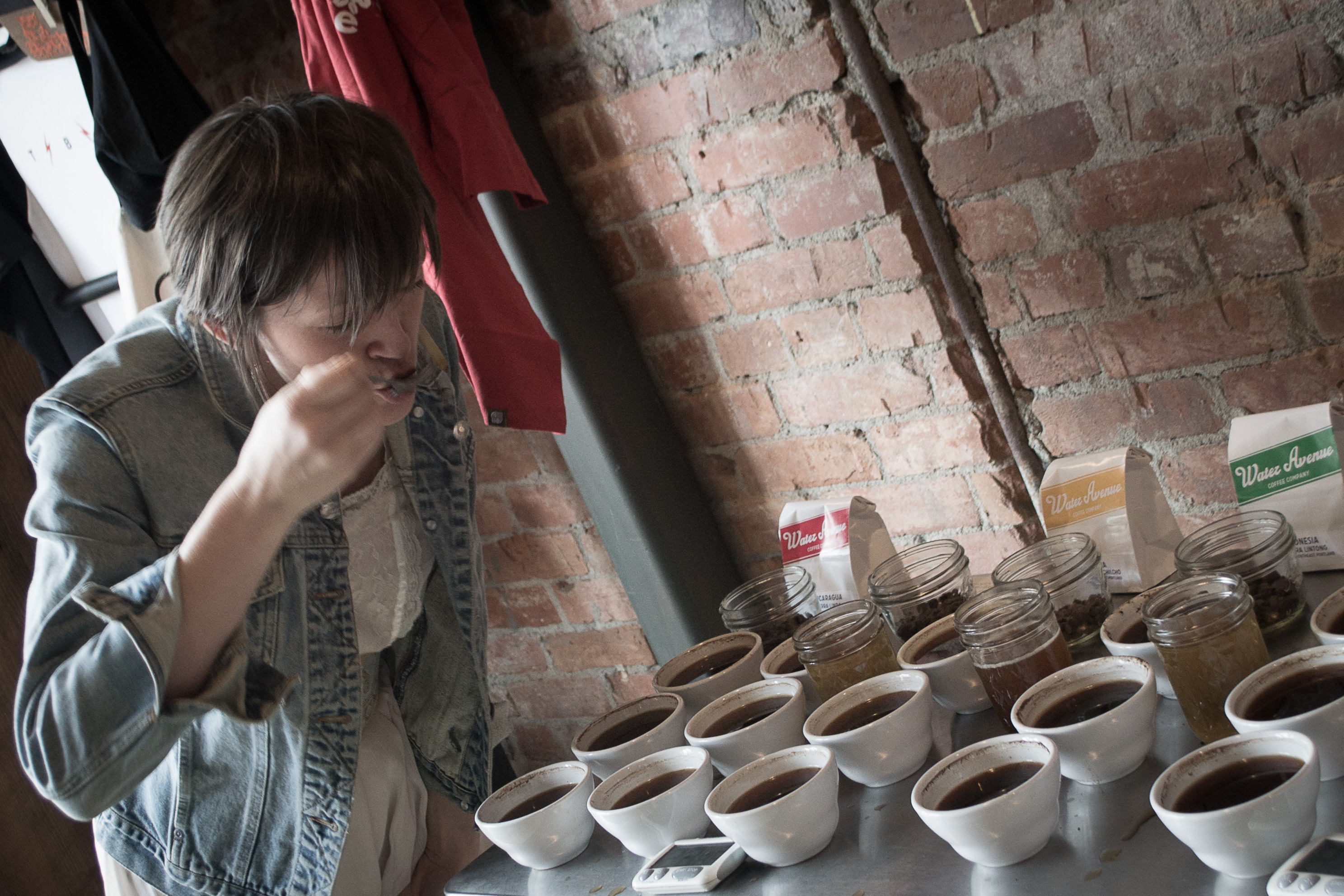
Cupping

Cupping [ˈkʌpɪŋ] (česky zřídka hrníčkování) je degustace různorodých vzorků kávy. Obvykle je spojená především s degustováním 100% arabiky, zvláště pak zrn hodnocených pro svoji vysokou kvalitu – výběrovou kávou. Tato metoda, byť s menšími obměnami, existuje již stovku let. Na oblibě si získala hlavně na konci 19. století v USA. Standardní degustace zahrnuje ideálně několik vzorků (obvykle se doporučuje použít minimálně 3 různé kávy). Pražírny pro tuto metodu nabízejí degustační vzorky kávy v malých balíčcích. Odborníci a pražiči běžně před nákupem degustují až stovky vzorků, aby si vybrali tu pravou kávu pro své potřeby. Při konzumaci takového množství kávy by lehce mohlo dojít k otravě kofeinem, v tomto případě jsou ale degustátoři zvyklí kávu vychutnat a následně ji nepolykají, nýbrž plivou. U cuppingu je prioritou zkoumání chuťových palet, nikoli povzbuzení kofeinem.

## Chuťové profily v kávě
Káva, zejména výběrová, má široké spektrum chuťových tónů. Pro jednotlivé vlastnosti kávy se užívají následující termíny:
- Hořkost – je spjata s nepříjemným chuťovým zážitkem, a proto označuje kávu, která byla přepálena, ať už se tak stalo při pražení, nebo její přípravě. Jsou-li zrnka samotná velmi tmavá a v některých případech dokonce mastná, jedná se o chybu pražiče. Hořkost se projevuje nepříjemnými popelavými tóny v ústech, které přetrvávají i po dopití.
- Kyselost – vyznačuje se neočekávanou přítomností acidních složek v množství nepříjemném pro konzumaci. Kyselost lze přirovnat ke kousnutí do nezralého jablka.
- Zemitost – hořkost a zemitost se často zaměňují. Zemitá káva je taková, která má tlumenou až konzervativní paletu tónů; např. tóny čokolády, různých oříšků, koření, dřevin apod. Není však nutně nepříjemná. Typicky zemité bývají např. kávy z Brazílie.
- Acidita – acidní kávě se také říká ovocitá. Jedná se o takovou chuťovou paletu, která nabízí výrazné ovocné tóny. U arabiky je tato paleta chutí častější. Acidita je často chybně zaměňována za kyselost; zatímco kyselost je nepříjemná, acidita může být vyhovující.
- Sladkost – označuje příjemný chuťový oblouk v kávě, která obsahuje hodně přírodních cukrů. Vyznačuje se tóny karamelů, sladidel, medu apod.

## Postup ochutnávání

### Hledané složky
Při ochutnávání se v kávě hledá:
- tělo (nejintenzivnější složka vzorku, která sděluje koncentraci kávových částic rozpuštěných v nápoji),
- sladkost, acidita, případně zemitost a tóny destilátů
- v závěru se hodnotí celková chuť a dochuť.

### Vyhodnocení
Na základě těchto poznatků ochutnávač určí, jak se káva liší od ostatních vzorků, pokročilejší ochutnávač pak zvládne určit, zda je opravdu kvalitní.

## Profesionální degustátoři
V ochutnávání káv existují i profesionální degustátoři, kteří mají dlouhodobé zkušenosti s cuppingem a absolvovali různá školení. Nejvyšší certifikací, kterou profesionální degustátor kávy může získat, je certifikát Q Graders, který vydává společnost Coffee Quality Institute.